# Fort Branch
Fort Branch is een plaats (town) in de Amerikaanse staat Indiana, en valt bestuurlijk gezien onder Gibson County.

## Demografie
Bij de volkstelling in 2000 werd het aantal inwoners vastgesteld op 2320.
In 2006 is het aantal inwoners door het United States Census Bureau geschat op 2330, een stijging van 10 (0,4%).

## Geografie
Volgens het United States Census Bureau beslaat de plaats een oppervlakte van
1,9 km², geheel bestaande uit land.

## Plaatsen in de nabije omgeving
De onderstaande figuur toont nabijgelegen plaatsen in een straal van 16 km rond Fort Branch.